# Pentarhaphia sloanei
Pentarhaphia sloanei là một loài thực vật có hoa trong họ Tai voi. Loài này được (DC.) Hanst. mô tả khoa học đầu tiên năm 1865.